# Echinorhynchus stridulae
Echinorhynchus stridulae är en hakmaskart som beskrevs av Johann August Ephraim Goeze 1782. Echinorhynchus stridulae ingår i släktet Echinorhynchus och familjen Echinorhynchidae. Inga underarter finns listade i Catalogue of Life.